# Brunneiapiospora daemonoropis
Brunneiapiospora daemonoropis är en svampart som beskrevs av K.D. Hyde, J. Fröhl. & Joanne E. Taylor 1998. Brunneiapiospora daemonoropis ingår i släktet Brunneiapiospora och familjen Clypeosphaeriaceae.   Inga underarter finns listade i Catalogue of Life.